# Michelle Wie
 (avril 2019).
Si vous disposez d'ouvrages ou d'articles de référence ou si vous connaissez des sites web de qualité traitant du thème abordé ici, merci de compléter l'article en donnant les références utiles à sa vérifiabilité et en les liant à la section « Notes et références ».
Michelle Wie (coréen : 위성미), née le 11 octobre 1989 à Honolulu, est une golfeuse américaine.

## Historique
Née de parents d'origine coréenne, elle commence le golf à l'âge de 4 ans, et remporte ses premiers tournois contre des adultes dès l'âge de 11 ans. Impressionnée par Tiger Woods, elle décide de devenir golfeuse et s'inscrit dans une université que Tiger Woods a fréquenté, l'Université Stanford. Elle remporte le championnat féminin amateurs de Hawaï en 2001.
Elle a participé à son premier tournoi LPGA en 2002. Elle est la plus jeune personne de l'histoire du golf à remporter un tournoi amateur pour adultes. Elle obtient ses premiers grands résultats sur le circuit LPGA en 2004 avec une 4e place lors du Kraft Nabisco Championship, un des quatre majeurs du circuit féminin.
La même année, elle devient la 4e femme et la plus jeune personne à participer à un tournoi de la PGA. Elle manquera le cut d'un seul coup.
L'année 2005 est encore meilleure. Elle termine 2e derrière Annika Sörenstam du LPGA Championship, autre tournoi majeur. Elle échoue ensuite en quart de finale dans le championnat amateur qualificatif à une place au Masters.
Elle termine également 2e de l'Evian Masters, puis 3e du Womens British Open.
Le 5 octobre 2005, elle annonce son passage dans le monde professionnel. Lors de cette conférence de presse, elle annonce la signature de contrats avec Nike et Sony, qui lui assure un revenu annuel de 10 millions USD. Elle devient la golfeuse la mieux payée, très loin devant la Suédoise Annika Sörenstam, pourtant no 1 mondiale.
Elle dispute son premier tournoi en tant que professionnelle lors du Samsung World Championship. Lors de celui-ci, elle est disqualifiée sur un mauvais drop lors du 3e tour, alors qu'elle avait terminé à la 4e place. Elle doit ainsi restituer ses premiers gains, 53 000 dollars.
Le 5 mai 2006, elle passe le cut pour la première fois de sa carrière dans un tournoi masculin, se qualifiant pour les deux dernières rondes. Il s'agit du tournoi SK Telecom, à Séoul, en Corée. Elle finit ce tournoi à 12 coups du vainqueur après un 74 sur la dernière journée.
Le 22 juin 2014, elle remporte son premier tournoi majeur en gagnant l'US Open sur le parcours de Pinehurst Resort, Parcours No. 2.
En 2015, elle participe à un épisode de la série Hawaii 5-0 où elle joue son propre rôle.

## Palmarès
Michelle Wie compte uniquement deux titres professionnel sur le circuit de la LPGA (américain). Sa meilleure performance sur un tournoi majeur est une seconde place au championnat de la LPGA en 2005.

### Victoire professionnelle (5)
| Année    | Tournoi                                                 | Tournoi | Tournoi |
| 2009 (1) | Lorena Ochoa Invitational (LPGA)                        |         |         |
| 2010 (1) | Open féminin du Canada (LPGA)                           |         |         |
| 2014 (2) | LPGA Lotte Championship, US Open féminin de golf (LPGA) |         |         |
| 2018 (1) | HSBC Women's World Championship (LPGA)                  |         |         |

### Parcours en tournois majeurs
| Tournoi                   | 2003  | 2004    | 2005   | 2006 | 2007 | 2008 | 2009 |
| ------------------------- | ----- | ------- | ------ | ---- | ---- | ---- | ---- |
| Championnat Kraft Nabisco | T9 LA | 4 LA    | T14 LA | T3   | DNP  | DNP  | T67  |
| Championnat de la LPGA    | DNP   | DNP     | 2 LA   | T5   | 84   | DNP  | T23  |
| Open américain            | T39   | T13 TLA | T23    | T3   | WD   | CUT  | DNP  |
| Open britannique          | DNP   | DNP     | T3 LA  | T26  | CUT  | DNP  | T11  |

| Tournoi                  | 2010 | 2011 | 2012 | 2013 | 2014 | 2015 | 2016 | 2017 | 2018 |
| ------------------------ | ---- | ---- | ---- | ---- | ---- | ---- | ---- | ---- | ---- |
| ANA Inspiration          | T27  | 6    | CUT  | T41  | 2    | T57  | T36  | 6    | T30  |
| Championnat de la LPGA   | T19  | T72  | CUT  | T9   | DNP  | T41  | CUT  | T20  |      |
| Open américain           | CUT  | T55  | T35  | WD   | 1    | 11   | CUT  | WD   |      |
| Open britannique         | T17  | T28  | T13  | T56  | CUT  | WD   | CUT  | T3   |      |
| The Evian Championship ^ |      |      |      | T37  | WD   | T16  | T55  | DNP  |      |

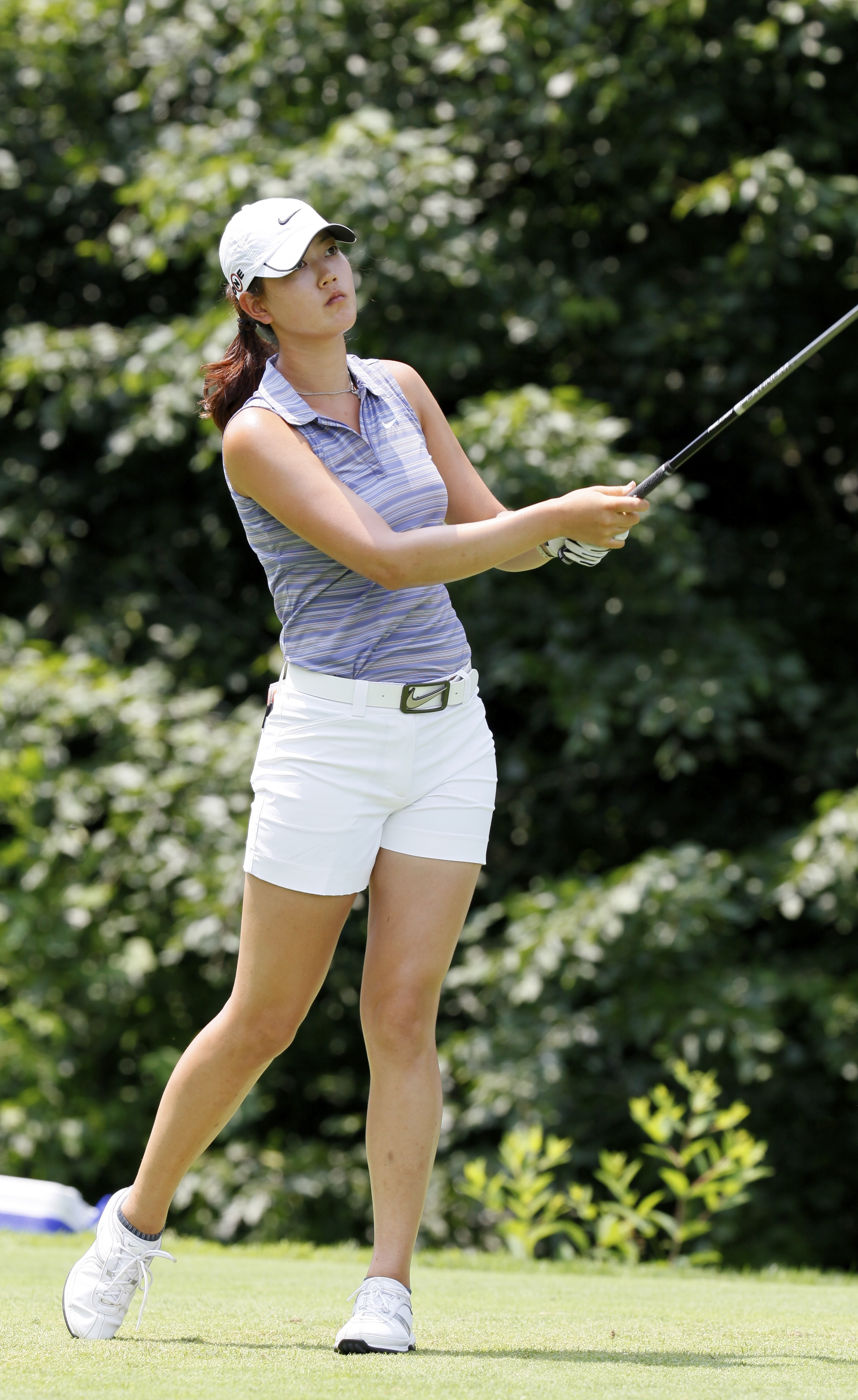
Michelle Wie au championnat de la LPGA en 2009.

^ The Evian Championship a été ajouté comme tournoi majeur en 2013.

DNP = N'a pas participé

LA = En tant qu'amatrice

CUT = A raté le Cut

WD = abandon

"T" = Égalité

Le fond vert montre les victoires et le fond jaune un top 10.

### Solheim Cup
- Participations et victoire à la Solheim Cup : 2009.
- 4 matchs disputé (3 victoires, 0 défaite, 1 partie partagée).